# دامداری همند آبسرد
دامداری همند آبسرد یک منطقهٔ مسکونی در ایران است که در دهستان جمع‌آبرود واقع شده‌است. دامداری همند آبسرد ۲۰ نفر جمعیت دارد.